# Rudolf Pummerer
Rudolf Pummerer (ur. 26 lipca 1882 w Wels, zm. 7 listopada 1973 w Seehausen am Staffelsee) – austriacko-niemiecki chemik.
Został doktorem w Monachium, doktorat uzyskał w 1905 pod kierunkiem Richarda Willstättera. Po habilitacji w 1911 wykładał jako privatdozent na Uniwersytecie w Monachium, od 1914 technologię chemiczną, od 1921 jako profesor nadzwyczajny chemii organicznej. W 1923 został mianowany dyrektorem instytutu w randze profesora chemii na Uniwersytecie w Greifswaldzie. Następnie profesor chemii na Uniwersytecie w Erlangen od 1925 do 1952. Od 1931 do 1933 pełnił godność rektora tej uczelni. Zajmował się głównie reakcjami wolnorodnikowymi i reakcjami sulfotlenków; na jego cześć nazwano tzw. przegrupowanie Pummerera. W 1963 otrzymał Bawarski Order Zasługi. Został pochowany na Cmentarzu Północnym w Monachium w grobowcu rodzinnym.